# Rokujō
Cesarz Rokujō (jap. 六条天皇 Rokujō tennō; ur. 28 grudnia 1164, zm. 23 sierpnia 1176) – 79. cesarz Japonii, według tradycyjnego porządku dziedziczenia.
Rokujō Konoe panował w latach 1165–1168.
Mauzoleum cesarza Rokujō znajduje się w Kioto. Nazywa się Seikan-ji no misasagi.